# Julián de la Herrería
Julián de la Herrería (nacido como Andrés Campos Cervera; Asunción, 3 de mayo de 1888-Valencia, 11 de julio de 1937) fue un pintor y ceramista paraguayo.

## Biografía

### Primeros pasos
Nacido en Paraguay, era hijo de españoles. Después de ser alumno de Héctor Da Ponte, se trasladó a Europa y a partir de 1910 estudió artes plásticas en Madrid, Roma, Florencia y París, donde en esta última permaneció seis años, dedicándose a la pintura y al grabado.
En 1919 regresó a Paraguay y realizó en el Salón del Belverede la primera exposición individual de sus obras. Poco después viajó otra vez a España y durante cuatro años estudió cerámica en Valencia, sin descuidar las otras ramas de su interés.
Con elogio de la crítica, participó de importantes exposiciones individuales y colectivas como la de “Los Independientes”, en París, en 1913 y 1919; la “Exposición Internacional del Grabado”, en 1912 y el “Salón de Otoño”, en 1931, ambas en Madrid; “Exposición conjunta con Josefina Plá”, en 1931, también en Madrid; “Primer Salón de Artistas Paraguayos” en 1933 y “Exposición conjunta con Jaime Bestard”, en 1934, en Buenos Aires.

### Obras
Estuvo en Manises hacia el año 1922 para ampliar conocimientos en la Escuela de Cerámica de dicha ciudad, en la que entonces era director Manuel González Martí y con el que tuvo gran amistad el artista paraguayo, como ceramista firmaba sus trabajos con el seudónimo de «Julián de la Herrería», nombre artístico con el que es conocido. Además de realizar en Manises obra personal colaboró con diversas fábricas donde realizó algunos modelos para fabricarlos en serie.
Inició una escuela ceramística paraguaya y la enriqueció con su talento, el mismo que lo llevó a ser elogiado por la crítica de importantes centros artísticos europeos e hispanoamericanos. Sus obras integran los acervos del Museo de Bellas Artes, en Asunción y los de los museos de Arte Moderno de Madrid, de la IBM Corporation de los Estados Unidos, Nacional de Cerámica de Valencia, y el Museo Privado que con sus obras creó su viuda, la polifacética intelectual Josefina Plá; este último centro figura en el registro de los patrimonios culturales de la Unesco.
En una semblanza del artista escribe Carlos Zubizarreta: 

«... desde sus primeros trabajos, decide utilizar, en vez de temas occidentales, los americanos precolombinos desarrollando la decoración maya, azteca, inca, calchaquí, con acertadísimas intuiciones guaraníes. Sus primeras exposiciones lo señalan inmediatamente a la atención de la crítica mundial, que reconoce la trascendencia y el alto significado de la nueva aportación. Con este gesto aislado, intuido por la inspiración del artista paraguayo, el Paraguay, sin tradición plástica alguna, se adelanta de golpe en la exaltación de lo autóctono a los movimientos modernistas que conmueven el ambiente artístico latinoamericano...».

Ticio Escobar, crítico de las artes visuales en el Paraguay completa, dice: 

«... en la obra de Campos Cervera el americanismo no significó más que un momento; los resultados mejores, el lenguaje seguro recién se alcanzan en la serie de motivos criollo populares que manifiesta una intensa comprensión del humor del paraguayo y expresa un agudo retrato de su cotidianidad que va mucho más allá de lo pintoresco del asunto. Sus figuras esquemáticas y simples recorren representaciones de los mates mestizos, recuerdos de la cerámica popular (de sus figurillas de animales y personajes) y motivos ornamentales de los para coloniales en una imagen directa y clara que sortea con naturalidad el riesgo del folklorismo».